# Дерешть-Влашка
Дерешть-Влашка, Дерешті-Влашка (рум. Dărăști-Vlașca) — село у повіті Джурджу в Румунії. Входить до складу комуни Адунацій-Копечень.
Село розташоване на відстані 17 км на південний захід від Бухареста, 43 км на північ від Джурджу.

## Населення
За даними перепису населення 2002 року у селі проживали 2190 осіб, з них 2185 осіб (99,8%) румунів. Рідною мовою 2189 осіб (> 99,9%) назвали румунську.